# يونيسيس
يونيسيس (بالإنجليزية: Unisys Corporation)‏ هي شركة أمريكية في مجال تقنية المعلومات، يقع مقرها في بلو بيل، بنسلفانيا. تقدم الشركة مجموعة من الخدمات في مجال تقنية المعلومات والبرمجيات.